# Десяткино
Деся́ткино (рос. Десяткино, башк. Десяткино) — село (у минулому присілок) у складі Бірського району Башкортостану, Росія. Входить до складу Сусловської сільської ради.
Населення — 42 особи (2010; 25 у 2002).
Національний склад:
- росіяни — 56 %